# Elvé (equipo ciclista)
El equipo ciclista Elvé fue un equipo ciclista belga de ciclismo en ruta, activa entre 1946 y 1959, patrocinada por la marca belga de bicicleta  Elvé y importador de las bicicletas Peugeot. Los copatrocinadores fueron las marcas Météore, {Marvan y Peugeot. Fue recomprada por Peugeot a finales de los años 1950.
Léon van der Hulst, dueño de la marca, y Désiré Timmermans fueron los directores deportivos entre 1955 a 1957. En esta época, los ciclistas corren en Bélgica bajo el maillot de Elvé-Peugeot y en Francia bajo el maillot de Peugeot-Dunlop.

## Competiciones internacionales
- Campeonato Mundial de Ciclismo en Rutaː Stan Ockers (1955))

## Clásicos
- De Drie Zustersteden 1948 (Ernest Sterckx)
- Fin de semana ardennais 1955 (Stan Ockers), 1956 (Richard Van Genechten)
- Flecha Valonaː Stan Ockers  (1955), Richard Van Genechten (1956)
- Lieja-Bastogne-Lieja Stan Ockers (1955)
- Kuurne-Bruselas-Kuurne 1955 (Jef Planckaert)
- Escaut-Dendre-Lysː 1955 (Marcel Janssens)
- Roma-Nápoles-Romaː 1956 (Stan Ockers)
- Circuito Het Nieuwsblad 1956 (Ernest Sterckx)
- Lieja-Bastogne-Liejaː Frans Schoubben (1957)
- París Bruselasː 1959 (Frans Schoubben)

## Carreras por etapas
- Challenge Desgrange-Colombo : 1955 (Stan Ockers)
- Vuelta a Bélgica 1955 (Alex Close), 1956 (André Vlayen)
- Tour del Oeste 1955 (Marcel Janssens)
- Tour del Limbourg 1956 (Frans Schoubben)
- Critérium del Dauphiné 1956 (Alex Close),
- Tour de Picardie 1958, 1959 (Frans Schoubben)
- A través de Flandes 1958 (André Vlaeyen)

## Balance sobre las grandes vueltas
- Tour de Francia
  - Los corredores del equipo lograron éxitos en el Tour de Francia, pero llevando el maillot de equipos nacionales o regionales. Así, Jean Brankart, ganó 2 etapas contrarreloj en 1955

## Campeonatos nacionales
- Campeonato de Bélgica de Ciclismo en Rutaː 1956 (André Vlayen)
- Campeón de Bélgica de persecuciónː 1949 (Léon Jomaux)
- Campeón de Bélgica de persecuciónː 1955 (Jean Brankart)

## Corredores más destacados
1948
- - Léon Jomaux
  - Éloi Meulenberg
  - Ernest Sterckx

1949
- - Léon Jomaux

1955
- - Jean Brankart
  - Pino Cerami
  - Alex Close
  - Raymond Impanis
  - Marcel Janssens
  - Léon Jomaux
  - Jean Moxhet
  - Stan Ockers
  - Joseph Planckaert
  - Edgard Sorgeloos
  - Emiel Van Cauter
  - Richard Van Genechten
  - Rik Van Steenbergen

1956
- - Jean Brankart
  - Pino Cerami
  - Alex Close
  - Raymond Impanis
  - Marcel Janssens
  - Jean Moxhet
  - Stan Ockers
  - Joseph Planckaert
  - Frans Schoubben
  - Emile Severeyns
  - Edgard Sorgeloos
  - Ernest Sterckx
  - Emiel Van Cauter
  - Richard Van Genechten
  - Rik Van Steenbergen
  - André Vlayen

1957
- - Jean Brankart
  - Alex Close
  - Marcel Janssens
  - Léon Jomaux
  - Jean Moxhet
  - Frans Schoubben
  - Richard Van Genechten
  - Rik Van Steenbergen

1958
- - Pino Cerami
  - Alex Close
  - Raymond Impanis
  - Marcel Janssens
  - Frans Schoubben
  - Emile Severeyns
  - Edgard Sorgeloos
  - Emiel Van Cauter
  - Richard Van Genechten
  - Rik Van Steenbergen
  - André Vlayen

1959
- - Jan Adriaensens
  - Alex Close
  - Frans Schoubben
  - Emiel Van Cauter
  - Richard Van Genechten
  - Rik Van Steenbergen